# Spongia muricata
Spongia muricata is een sponssoort uit de klasse van de gewone sponzen (Demospongiae). Het lichaam van de spons bestaat uit kiezelnaalden en sponginevezels, en is in staat om veel water op te nemen. 
De wetenschappelijke naam is gepubliceerd in 1759 door Linnaeus.